# 1973 dans les parcs de loisirs
| Années des parcs de loisirs : 1970 - 1971 - 1972 - 1973 - 1974 - 1975 - 1976    |
| Décennies des parcs de loisirs : 1940 - 1950 - 1960 - 1970 - 1980 - 1990 - 2000 |

## Parcs d'attractions

### Ouverture
- Carowinds ( États-Unis) Ouvert au public depuis le 31 mars.
- Legoland Sierksdorf ( Allemagne)
- Le Pal ( France)
- Playcenter (pt) ( Brésil)
- Rasti-Land ( Allemagne)
- SeaWorld Orlando ( États-Unis)
- Worlds of Fun ( États-Unis) Ouvert au public depuis le 26 mai.
- Zoosafari Fasanolandia ( Italie) Ouvert au public depuis le 25 juillet.

## Attractions

### Montagnes russes
| Nom                               | Type/Modèle        | Constructeur                  | Parc                                   | Pays       |
| --------------------------------- | ------------------ | ----------------------------- | -------------------------------------- | ---------- |
| Carolina Goldrusher               | Train de la mine   | Arrow                         | Carowinds                              | États-Unis |
| Ciclón                            | Métal              | Robles Bouso Atracciones      | Parque de Atracciones de Montjuic (es) | Espagne    |
| The Great American Scream Machine | Bois               | Philadelphia Toboggan Company | Six Flags Over Georgia                 | États-Unis |
| Mountain Express                  | Assise/Wildcat     | Anton Schwarzkopf             | Magic Mountain                         | États-Unis |
| Pirun Kelkka                      | Bois               |                               | Särkänniemi                            | Finlande   |
| Schussboomer                      | Assise/Wildcat     | Anton Schwarzkopf             | Worlds of Fun                          | États-Unis |
| Super Jet                         | Assise/Zyklon      | Pinfari                       | Playcenter (pt)                        | Brésil     |
| Zambezi Zinger                    | Assise/Speed Racer | Anton Schwarzkopf             | Worlds of Fun                          | États-Unis |

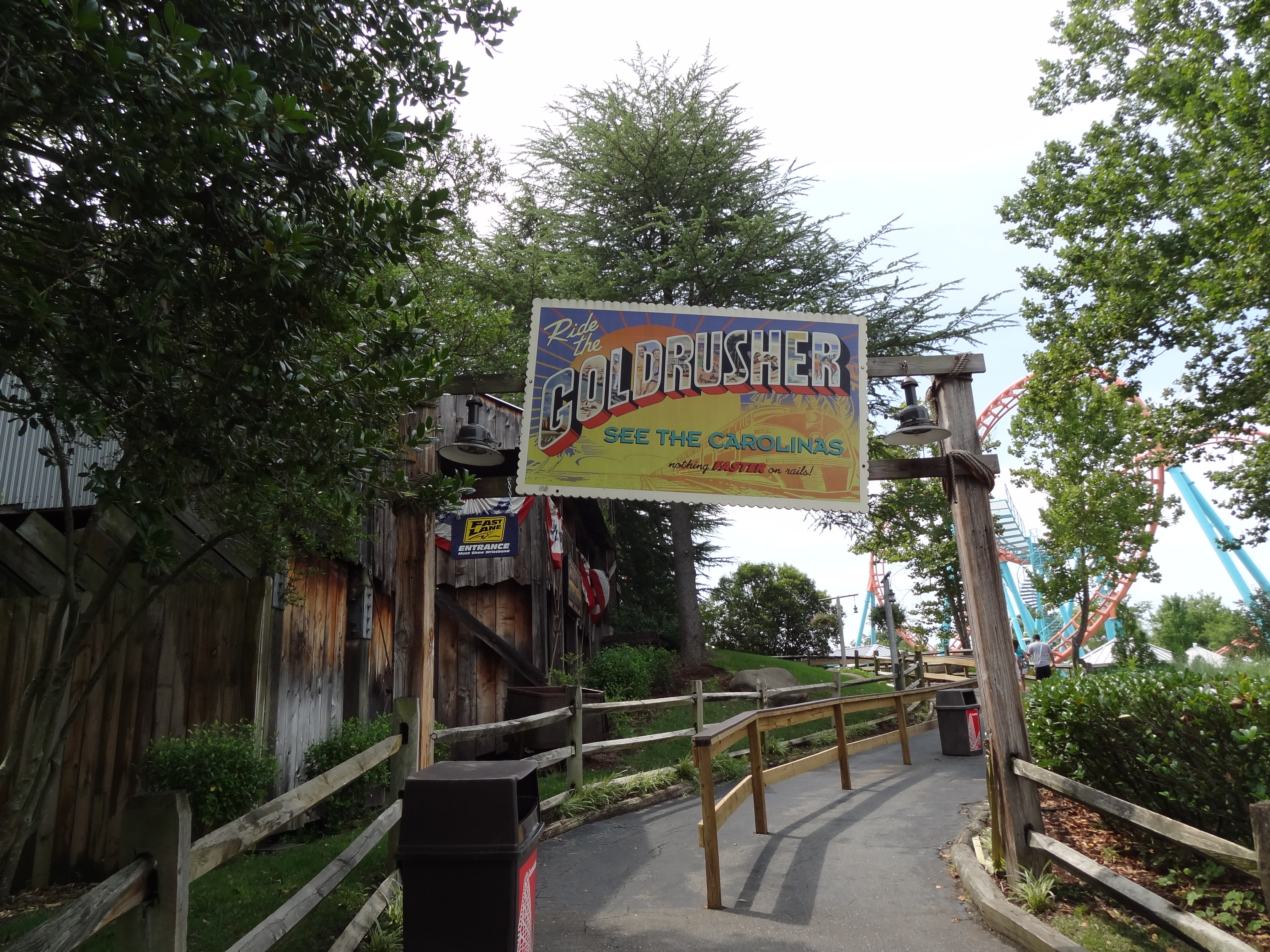
Carolina Goldrusher à Carowinds
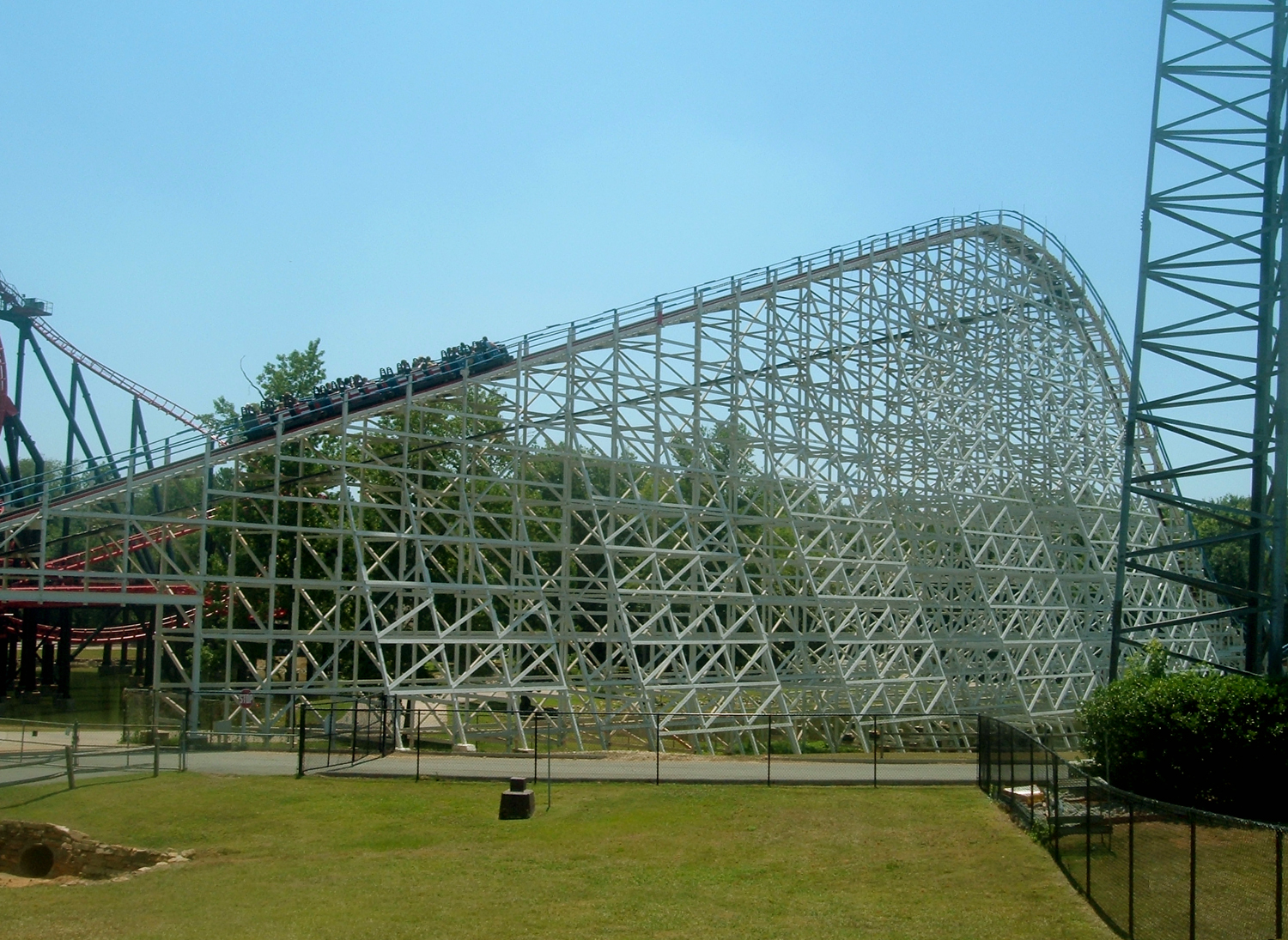
The Great American Scream Machine à Six Flags Over Georgia

### Autres attractions
| Nom                      | Type/Modèle                  | Constructeur                   | Parc                       | Pays       |
| ------------------------ | ---------------------------- | ------------------------------ | -------------------------- | ---------- |
| Carowinds Monorail       | Monorail                     |                                | Carowinds                  | États-Unis |
| Coal Cracker             | Bûches                       |                                | Hersheypark                | États-Unis |
| Draaimolen               | Carrousel                    |                                | Drievliet                  | Pays-Bas   |
| Flumeride                | Bûches                       | Arrow Dynamics                 | Liseberg                   | Suède      |
| Grand Prix               | Autos tamponneuses           | Reverchon International Design | Kennywood                  | États-Unis |
| Haunted Castle           | Train fantôme                |                                | Santa Cruz Beach Boardwalk | États-Unis |
| Hershey's Chocolate Tour | Parcours scénique            | Arrow Development              | Hersheypark                | États-Unis |
| Liberty Belle Riverboat  | Croisière en bateau à vapeur | WED Enterprises                | Magic Kingdom              | États-Unis |
| New England Sky Way      | Télécabine                   |                                | Riverside Amusement Park   | États-Unis |
| Oaken Bucket             | Rotor                        |                                | Carowinds                  | États-Unis |
| Octopus Devenu El Torito | Pieuvre                      | Anton Schwarzkopf              | Attractiepark Slagharen    | Pays-Bas   |
| Phantasmagoria           | Parcours scénique            |                                | Bell's Amusement Park      | États-Unis |
| Pirates of the Caribbean | Barque scénique              | WED Enterprises                | Magic Kingdom              | États-Unis |
| Reuzenrad                | Grande Roue                  | Anton Schwarzkopf              | Attractiepark Slagharen    | Pays-Bas   |
| Sky Tower                | Gyro Tower                   |                                | SeaWorld Orlando           | États-Unis |
| Tom Sawyer Island        | Aire de jeu thématique       | WED Enterprises                | Magic Kingdom              | États-Unis |
| Tour des fleurs          | Monorail                     | Mack Rides                     | Holiday Park               | Allemagne  |
| Viking Voyager           | Bûches                       |                                | Worlds of Fun              | États-Unis |
| Western-Eisenbahn        | Train                        | Gebrüder Ihle Bruchsal         | Rasti-Land                 | Allemagne  |

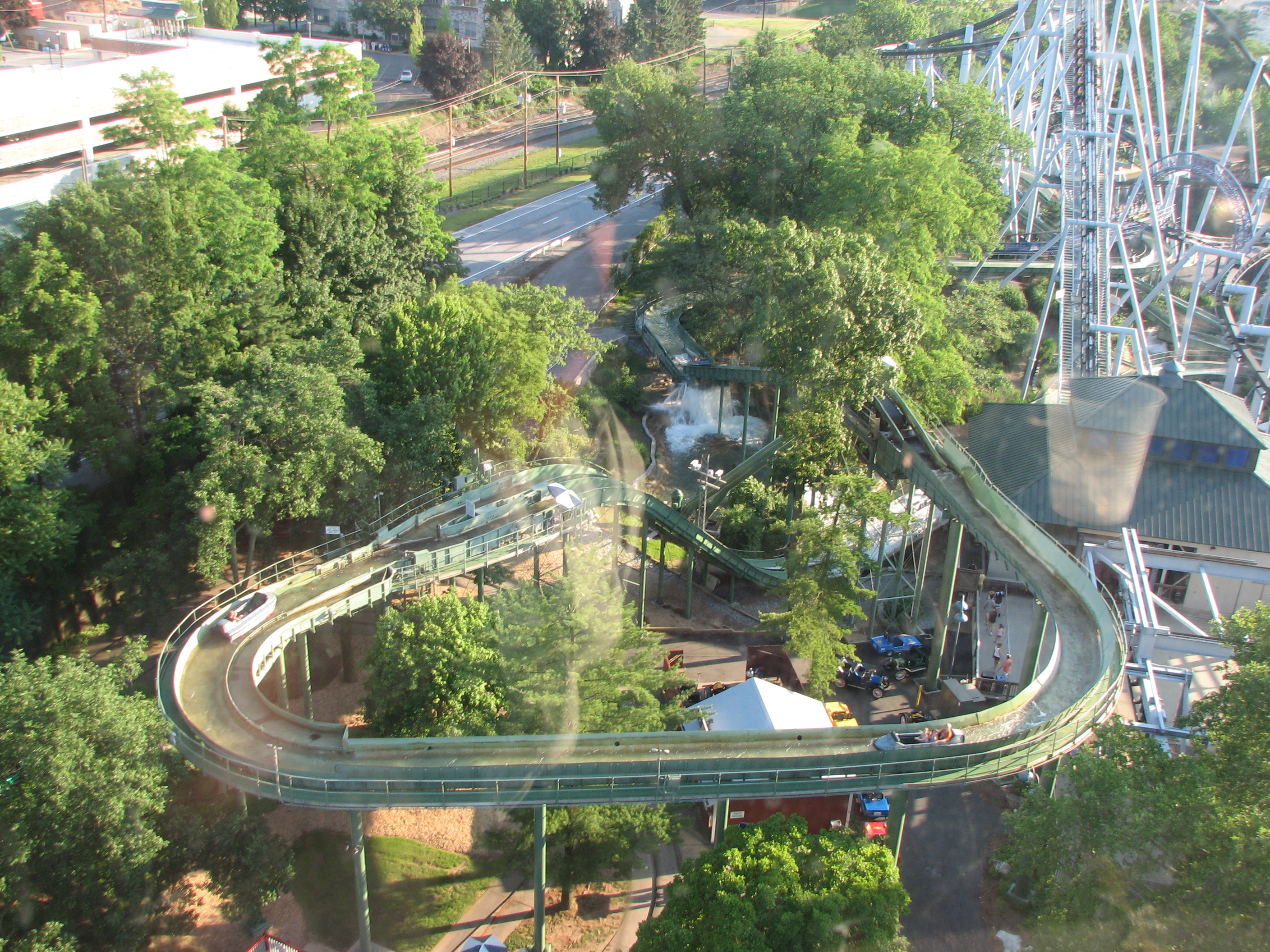
Coal Cracker à Hersheypark
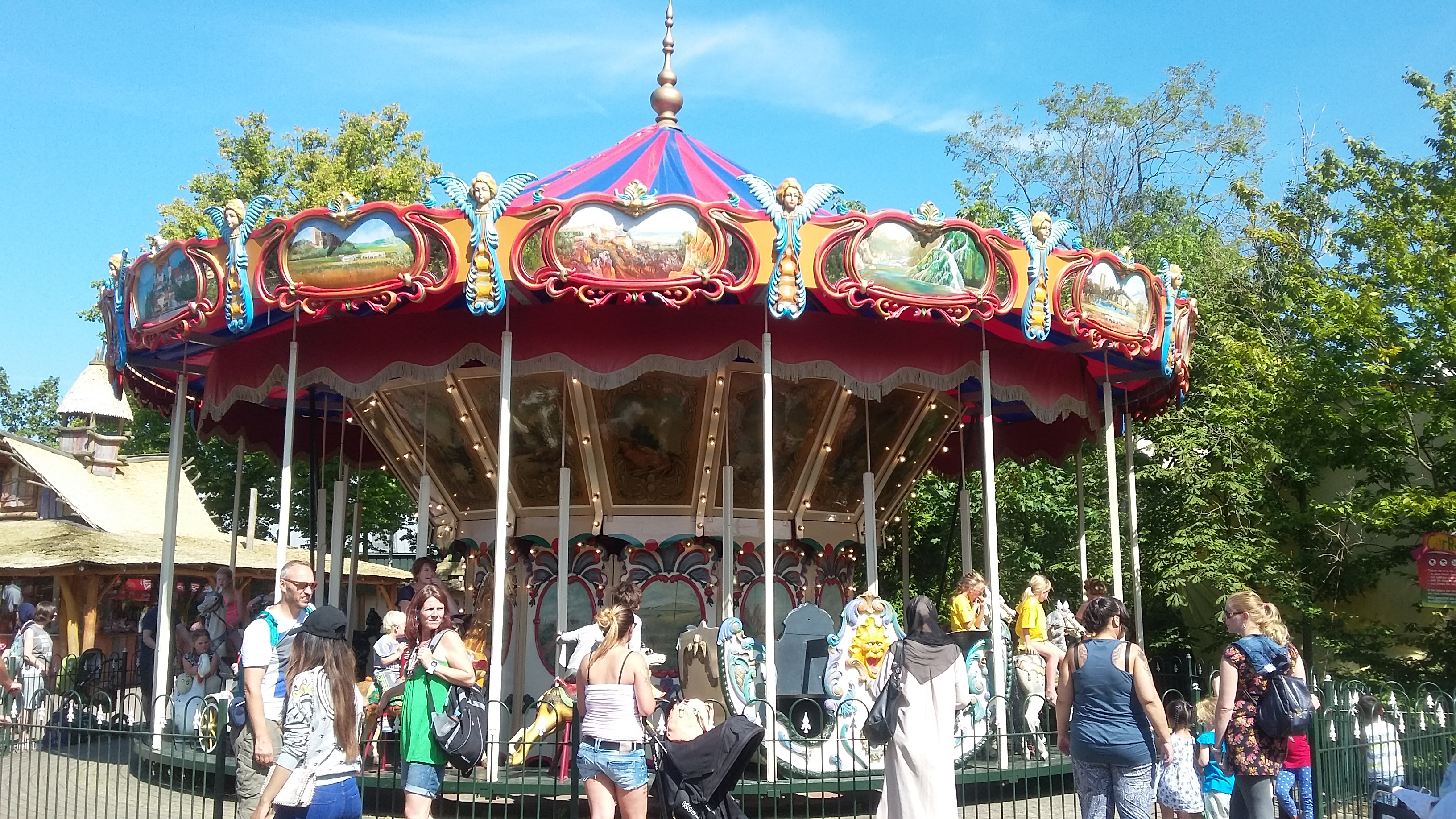
Draaimolen à Drievliet
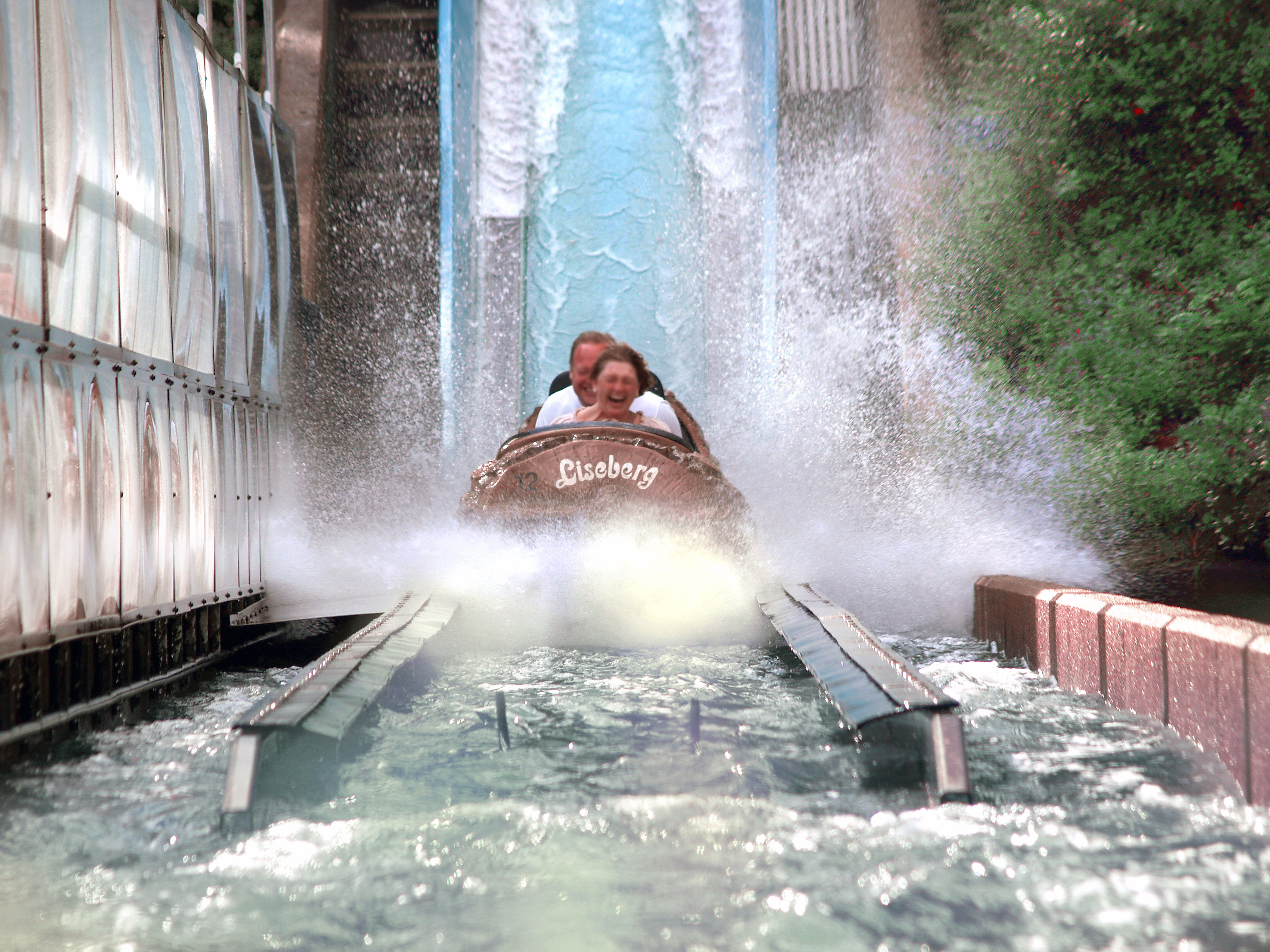
Flumeride à Liseberg
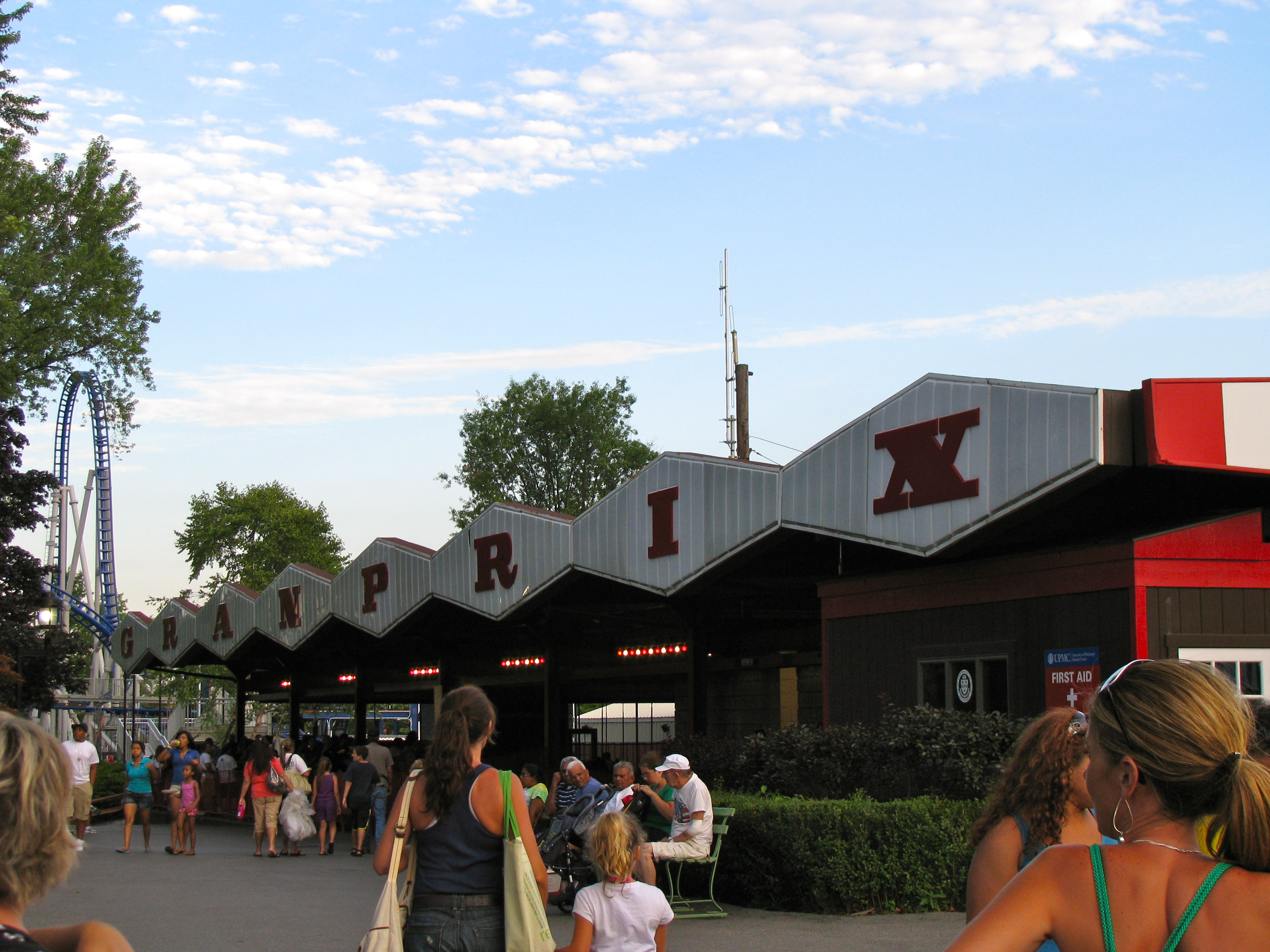
Grand Prix à Kennywood
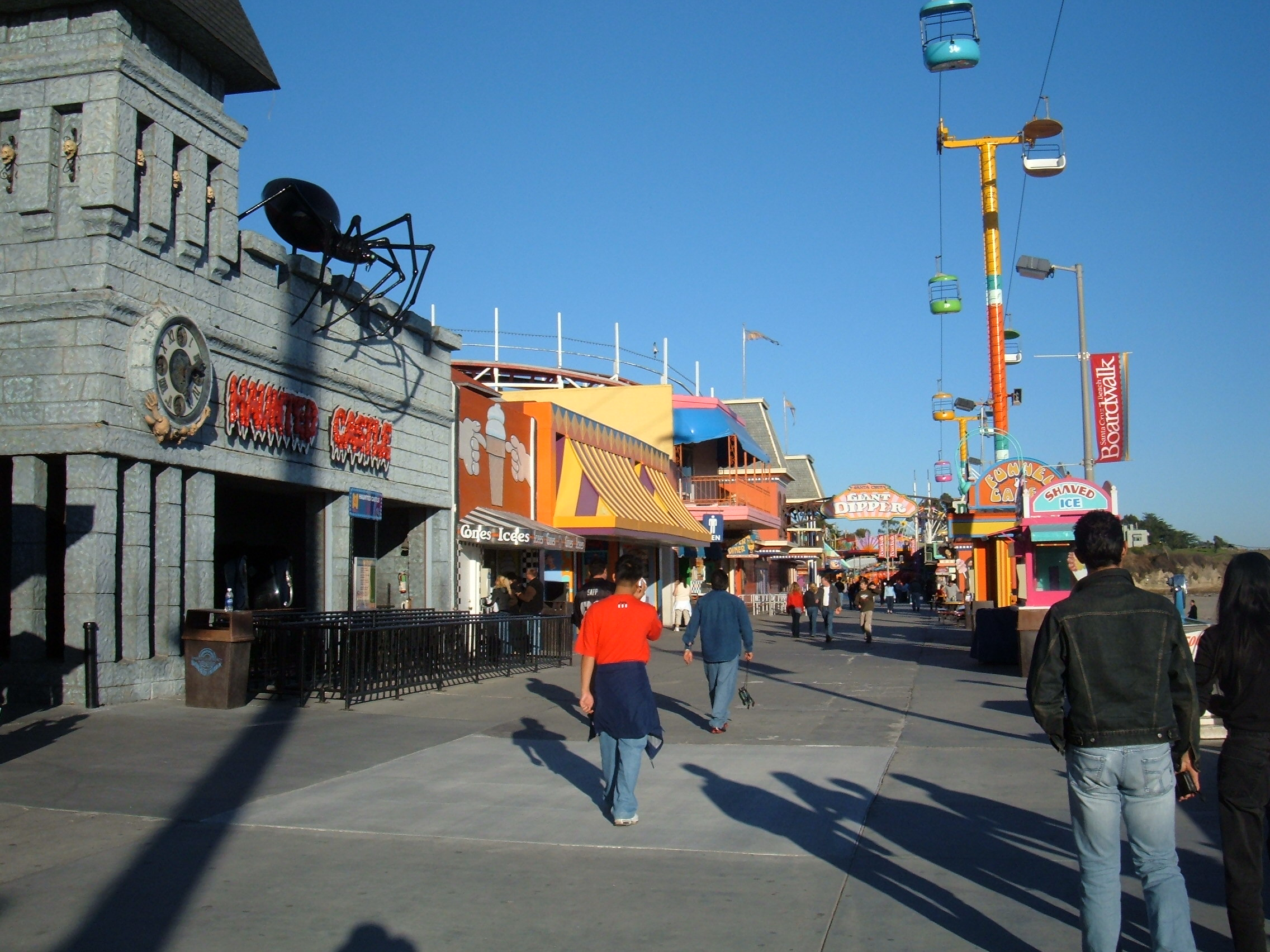
Haunted Castel à Santa Cruz Beach Boardwalk
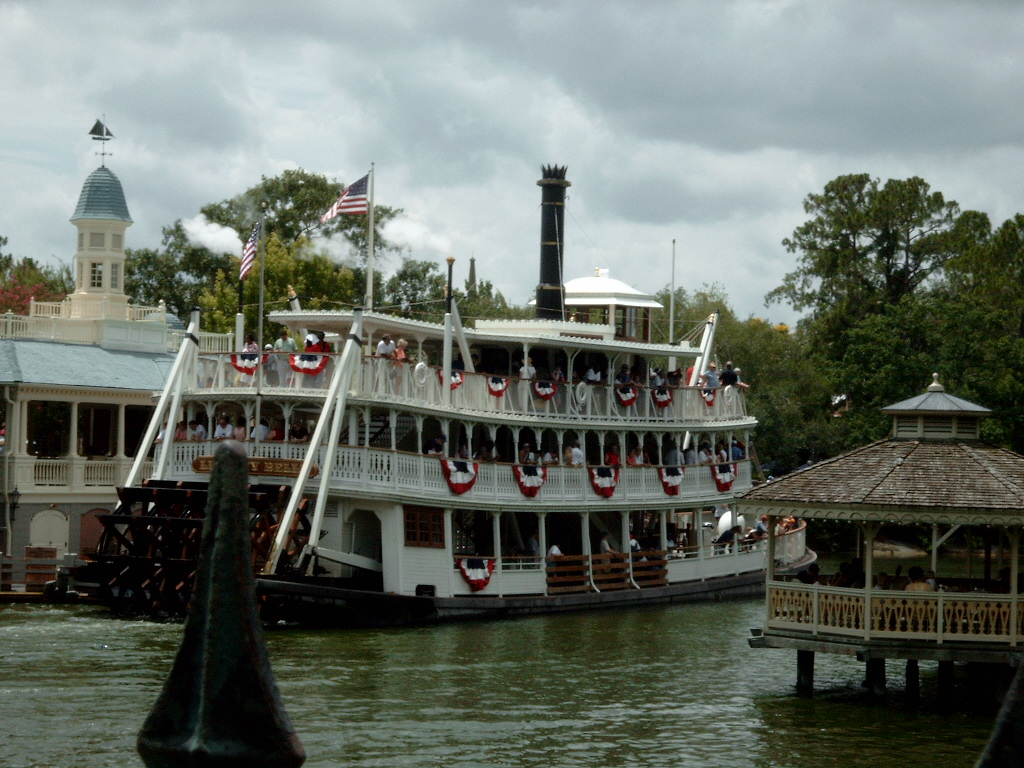
Liberty Belle Riverboat au Magic Kingdom
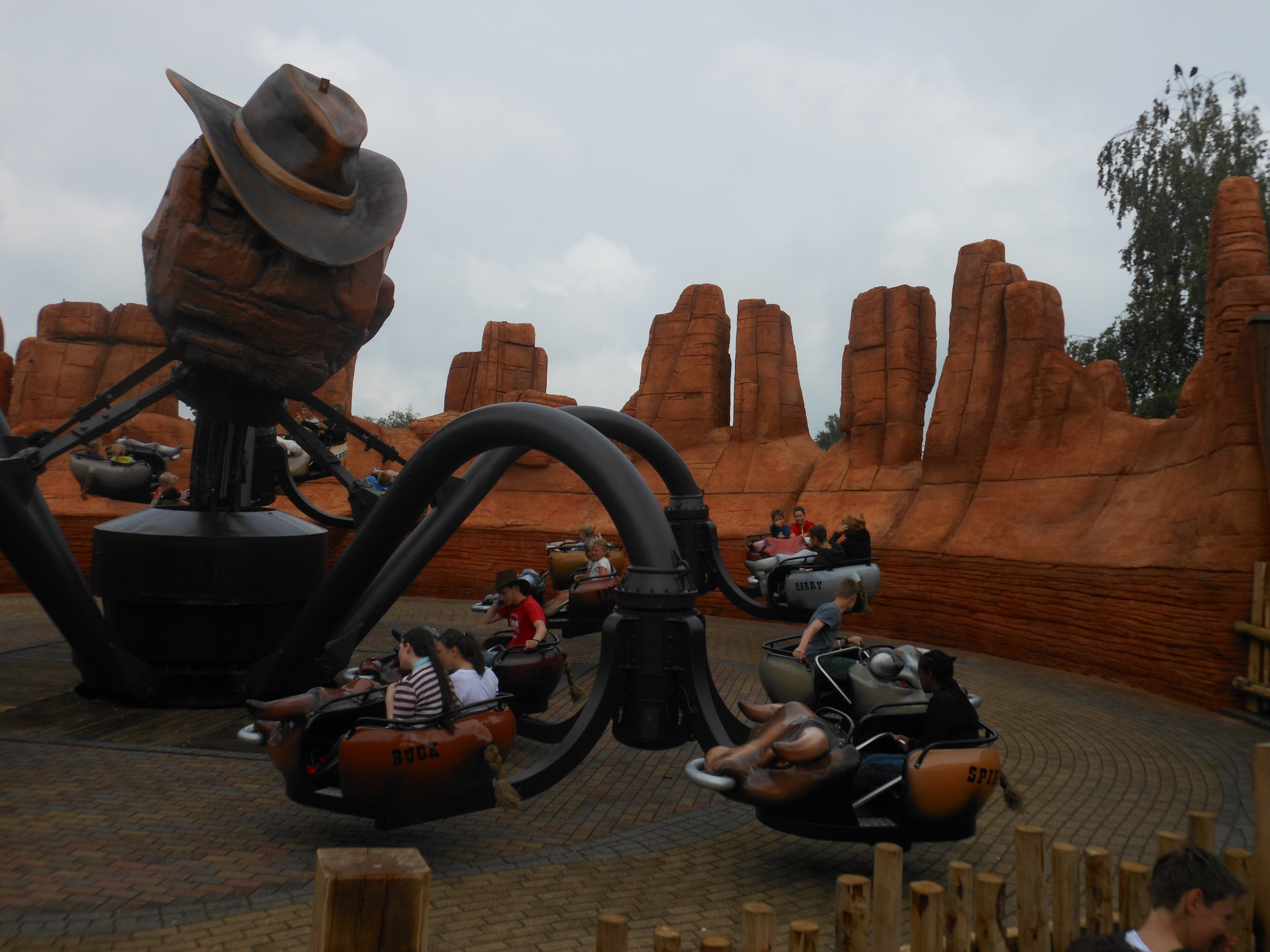
Octopus à Attractiepark Slagharen
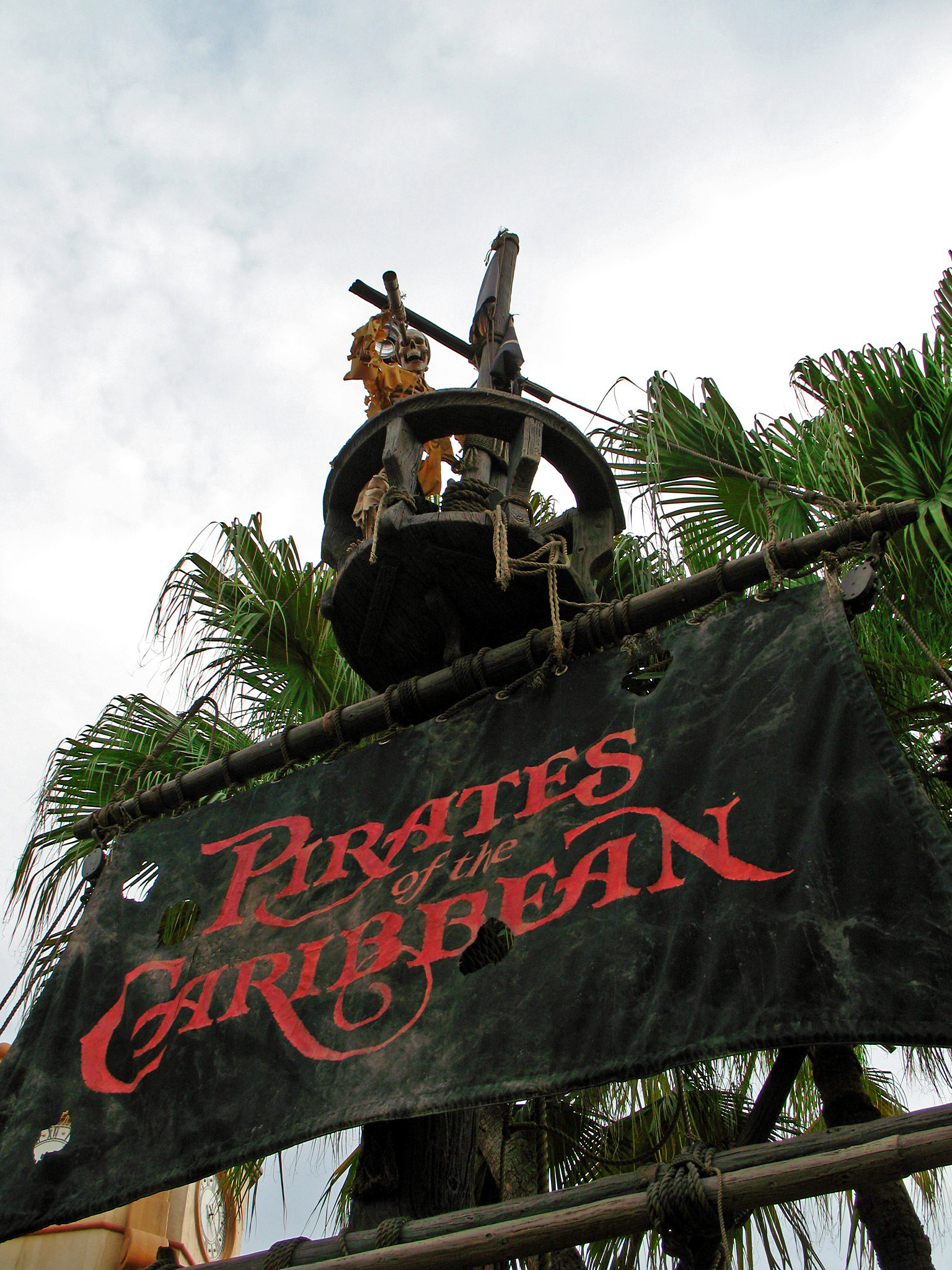
Entrée de Pirates of the Caribbean au Magic Kingdom
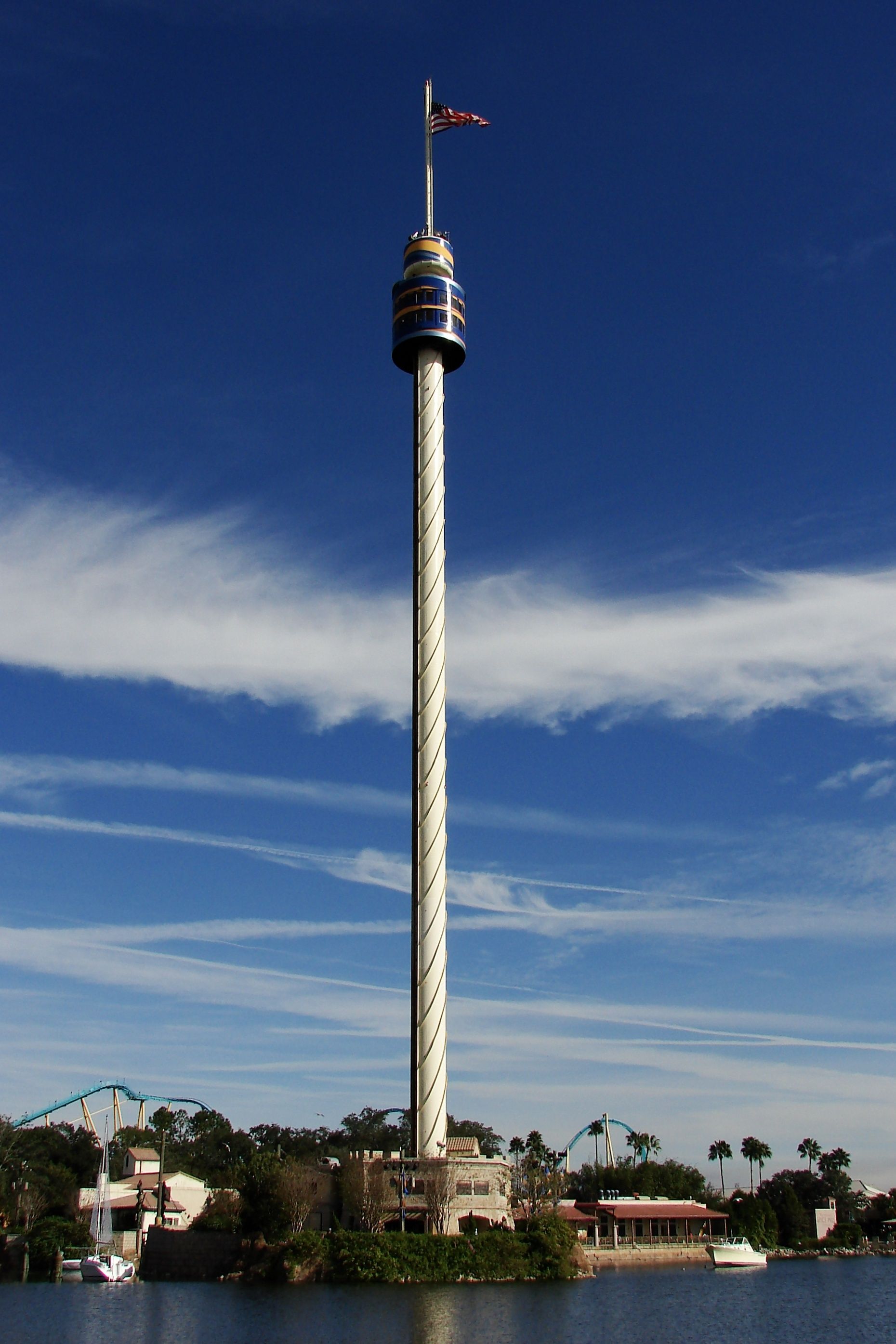
Sky Tower à SeaWorld Orlando
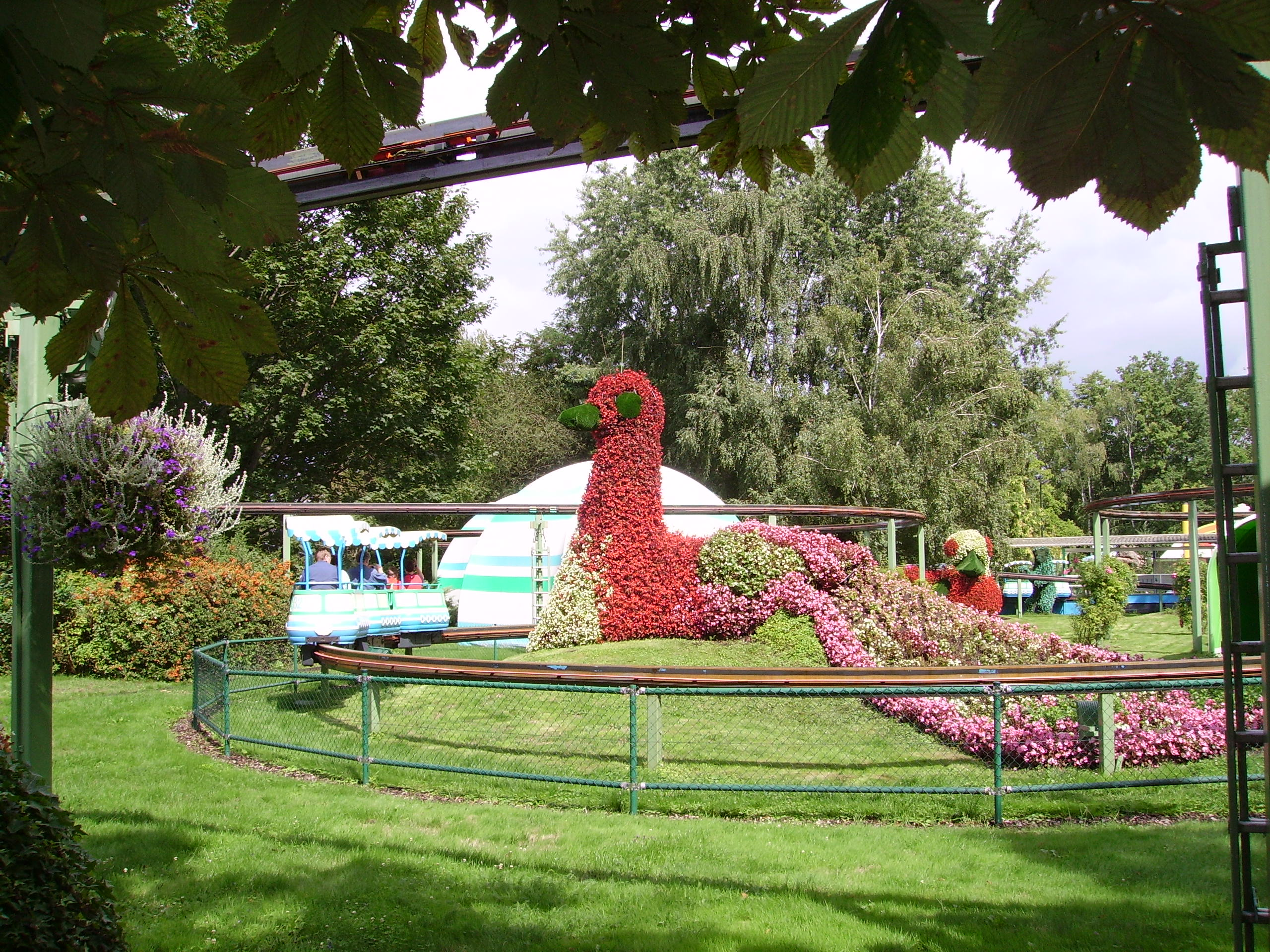
Le Tour des fleurs à Holiday Park
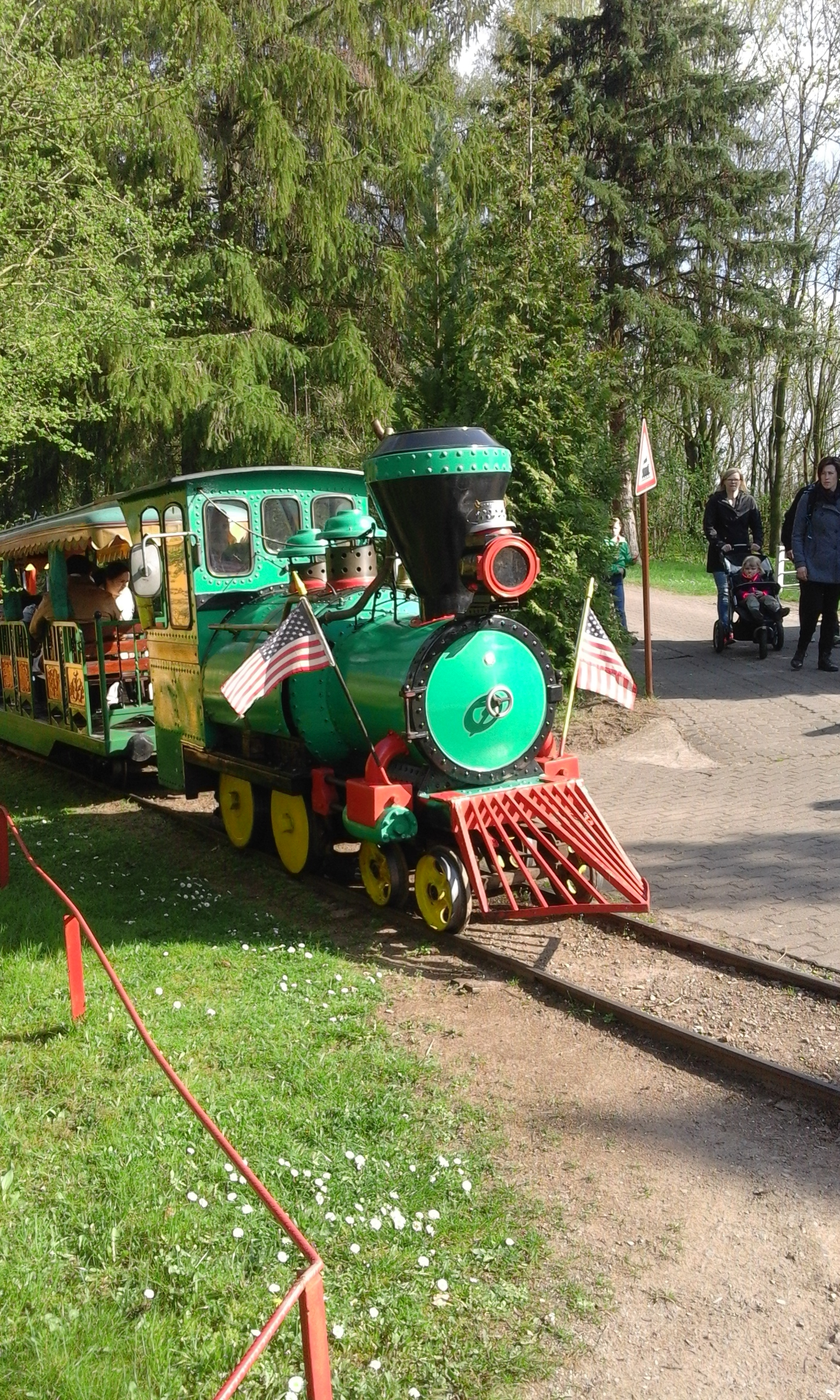
Western-Eisenbahn à Rasti-Land